# 닌텐도 스위치 스포츠
《닌텐도 스위치 스포츠》는 닌텐도가 개발하고 배급한 스포츠 시뮬레이션 게임이다. 닌텐도의 《Wii 스포츠》 게임 시리즈 최초의 닌텐도 스위치용 게임으로, 2022년 4월 29일 전세계 동시 출시되었다.

## 개요
Wii 리모컨의 특징을 이용해 게임 패드가 아닌 몸을 사용하여 스포츠를 즐기는 《Wii 스포츠》 게임 시리즈의 특징을 따라 조이콘을 이용해 직접 몸을 사용하여 스포츠를 즐기는 게임이다.
전작들이 팔과 어깨 등의 상체를 사용하는 활동에만 초점이 맞춰져 있던 것과 대조적으로, 이번 작에는 축구 등 하체를 사용하는 활동도 있어서 별도의 레그 스트랩이 포함된 세트를 함께 판매한다.
레그 스트랩이 동반된 패키지의 가격은 54,800원이며, 다운로드 버전은 44,800원이다.
조이콘을 이용하는 게임인 만큼 닌텐도 스위치 라이트는 지원하지 않는다.

## 개발 및 출시
2022년 2월 10일 Nintendo Direct에서 최초로 공개되었다.
《Wii 스포츠》 시리즈 전 시리즈를 기획한 시마무라 타카유키가 다시 프로듀서를 맡았으며, 《Wii 스포츠》와 《Wii 스포츠 리조트》의 디렉터인 야마시타 요시카즈 또한 개발에 참여했다.
스포츠 메이트라고 불리는 오리지널 캐릭터가 새롭게 공개되었고, 《Wii 스포츠》처럼 Mii도 사용 가능하다.
2월 18일부터 2월 20일까지 3일 간 기능과 안정성을 위해 총 5번의 온라인 플레이 테스트가 진행되었으며, 한국에서는 진행되지 않았다.
한국에선 3월 25일부터 각종 온라인 쇼핑몰를 통해 예약 구매를 진행하였다.

## 게임 플레이
전작 《Wii 스포츠》의 테니스와 볼링, 《Wii 스포츠 리조트》의 검술처럼 기존에 등장했던 3가지 종목과 더불어 배구, 배드민턴, 축구와 같이 이번 작품에서 새롭게 등장한 3가지의 종목을 플레이 할 수 있다. 2022년 가을 업데이트로 골프가 추가되었다. 2024년 가을 업데이트로 농구가 추가될 예정이다.
닌텐도 스위치 온라인을 이용한 온라인 플레이와 1개의 기기로 여러 명이 플레이 하는 로컬 플레이가 모두 가능하다.

### 배구
- 인원당 조이콘 1개 사용
- 플레이 가능 최대 인원
  - 로컬 플레이: 4명
  - 온라인 플레이: 같은 팀으로 2명

이번 작에서 처음 등장한 종목이다. 2vs2 팀전으로 진행되며, 서브, 리시브, 토스, 스파이크, 블록 등 다양한 액션을 이용해서 공을 네트 너머로 넘기는 스포츠이다.
조이콘을 휘두르면 스윙한다. 서브할 때는 위로 휘둘러 공을 던진 후 스윙하여 서브하는데, 왼쪽이나 오른쪽으로 휘둘러 서브의 방향을 조절할 수 있다.
공격할 때는 리시브·토스·스파이크 세 가지 패턴으로 이루어지며 타이밍에 맞춰 공을 처리하면 단계별로 궤적이 초록색, 주황색, 핑크색으로 바뀌고 공의 파워가 강해진다. 동료가 올려준 토스에 맞춰 점프를 뛰어 정박자에 스파이크 할 수 있고, 아니면 토스를 올려주기 전에 뛰어 퀵(속공)으로 처리할 수도 있다. 우리 팀의 공격 패턴이 지나고 상대방이 공격 할 때는 토스한 팀원은 리시브를 준비하고 스파이크한 팀원은 블로킹을 준비하는 방식으로 공격할 때의 역할을 계속 주고받는다.

### 배드민턴
- 인원당 조이콘 1개 사용
- 플레이 가능 최대 인원
  - 로컬 플레이: 2명
  - 온라인 플레이: 동일한 캐릭터로 2명

이번 작에서 처음 등장한 종목이다. 드롭, 스매시 등의 빠르고 느린 다양한 샷을 구사하여 네트를 넘어 펼쳐지는 1vs1의 격렬한 랠리를 즐기는 스포츠이다.
조이콘을 휘둘러 스윙한다. 서브할 때 약하게 스윙하면 낮은 서브가 나가며, 강하게 스윙하면 높은 서브가 나간다. 또한 스윙의 방향에 따라 셔틀콕이 날아가는 방향이 달라진다. 셔틀콕이 정점에 있을 때 타이밍에 맞춰 타격하면 스매시를 구사할 수 있고, ZR 버튼을 누른 상태에서 스윙하면 셔틀콕이 네트 근처에서 떨어지는 드롭을 구사할 수 있다.

### 볼링
- 교대 진행: 조이콘 1개로 모든 인원 진행 가능
- 동시 진행: 인원당 조이콘 1개 필수, 분할화면으로 진행
- 플레이 가능 최대 인원
  - 로컬 플레이: 4명
  - 온라인 플레이: 기기당 2명
    - 프렌즈 매칭: 도합 8명까지 가능

《Wii 스포츠》에서 처음 등장한 종목이다. 여러 명이 플레이할 경우 한 레인에서 차례대로 한 프레임씩 투구했던 전작들과 달리, 모든 플레이어가 여러 개의 레인에서 동시에 투구할 수 있다. 스코어 방식은 《Wii 스포츠》와 같은 방식을 사용한다.
《Wii 스포츠 리조트》의 장애물 피하기와 유사하게, 방해물이 있는 스페셜 레인에도 도전할 수 있으며, 온라인 대결의 랭크가 올라갈 시 방해물이 있는 레인의 볼링이 매칭될 수 있다.
온라인 랜덤 매칭 시에 주는 보상 게이지가 다른 종목의 경우에는 30포인트지만, 볼링만 40포인트다.

### 축구
- 인원당 조이콘 2개 사용 (레그스트랩 사용 가능)
- 슈팅 대결은 왼쪽 조이콘을 끼운 레그스트랩만 사용 가능
- 플레이 가능 최대 인원
  - 로컬 플레이: 2명
  - 온라인 플레이: 같은 팀으로 기기당 2명
    - 프렌즈 매칭: 서로 다른 기기로 1대1 경기 가능, 4대4 경기는 도합 8명까지 가능

이번 작에서 처음 등장한 종목이다. 출시 버전에서는 스틱과 버튼을 사용하는 일반 대전과 레그 스트랩 전용 모드인 슈팅 대결 총 2종목으로 나뉘며, 여름 업데이트로 레그 스트랩을 사용하는 일반 대전이 추가될 예정이다.
일반 대결의 경기는 4vs4 팀전으로 진행한다. 제한 시간인 3분이 경과한 시점에 점수가 높은 팀이 승리한다. 2점 차이가 나면 2점 가치의 골든볼이 등장하는데, 이 때 뒤쳐진 팀이 득점하면 바로 동점이고, 앞선 팀이 득점하면 4점 차 넉아웃으로 종료된다. 만약 제한 시간 종료 시점에 동점일 경우 골대가 넓어진 상태로 연장전이 진행되며, 먼저 넣는 팀이 승리한다.
슈팅 대결은 레그 스트랩을 이용하며, 골을 넣을 수록 크기가 좁아지는 골대에 날아오는 공을 넣으면 되는 승부차기 형식의 게임이다.

### 검술
- 인원당 조이콘 1개 사용 (쌍검 이용시 2개 필요)
- 플레이 가능 최대 인원
  - 로컬 플레이: 2명
  - 온라인 플레이: 동일한 캐릭터로 2명

《Wii 스포츠 리조트》에서 처음 등장한 종목이다. 검, 충전검, 쌍검 총 3가지의 검 중 하나를 선택하여, 상대의 움직임을 예측하고 방심한 틈을 노려 상대방의 신체에 타격을 가하는 방식으로 진행되는 스포츠이다.
원형의 경기장에서 최대 3라운드(Bo3)로 진행된다. 서로 공격하여 둘 중 한명이 원형 전투장 밖으로 밀어내면 승리하는 단순한 게임으로, 시간이 지체되면 10초 카운트가 진행되며, 이때까지 승부가 나지 않으면 해당 라운드는 무승부 처리된다. 3라운드 종료 시점에 동점일 경우, 원의 크기가 대폭 좁아진 경가장에서 최종 라운드를 진행한다.
세로 베기, 우측·좌측 가로 베기, 중앙 찌르기가 가능하며, ZR을 눌러 방어도 가능하다. 방어는 가로 방향이면 세로 방향, 세로 방향이면 가로 방향으로 방어할 수 있으며, 방어에 성공할 경우 상대방이 잠깐 동안 스턴에 걸리게 된다.

### 테니스
- 인원당 조이콘 1개 사용
- 플레이 가능 최대 인원
  - 로컬 플레이: 4명
  - 온라인 플레이: 같은 팀으로 2명

《Wii 스포츠》에서 처음 등장한 종목이다. 2vs2 복식 경기로 진행되며, 휘두르는 방법에 따라 탑스핀, 백스핀, 로브 등 여러 기술을 이용하여 플레이할 수 있다.
조이콘을 휘두르면 스윙한다. 서브할 때는 공을 던져 조이콘을 휘둘러 타격하여 서브하는데, 공이 정점에 이르렀을 때 타격하면 빨간색 궤적을 그리며 스매시 서브가 날아간다. 포핸드 방향으로 휘두르면 포핸드, 백핸드 방향으로 휘두르면 백핸드 스윙을 한다. 스윙 방법에 따라 구종을 변화할 수 있는데, 손목을 안으로 감으며 스윙을 하면 구종이 탑스핀이, 바깥으로 감으면 백스핀이 구사되어 나간다. 또 스윙을 위로 오도록 휘두르면 로빙을 구사할 수 있다
경기 방식은 7점제 타이브레이크 게임 단판으로, 기본적으로 2vs2 복식 경기이지만, 혼자서 플레이 할 경우에는 플레이어 1명이 2명을 조작하는 방식으로 진행할 수 있다.

### 골프
《Wii 스포츠》에서 처음 등장한 종목이다. 2022년 11월 29일 업데이트를 통해 추가되었다.

### 농구
《Wii 스포츠 리조트》에서 처음 등장한 종목이다. 2024년 7월 29일 업데이트를 통해 추가되었다.

## 커스터마이징
캐릭터는 스포츠 메이트라고 불리는 오리지널 캐릭터가 있고, 《Wii 스포츠》처럼 Mii도 사용 가능하다.
온라인 랜덤 매칭을 통해 무작위로 아이템을 얻을 수 있다. 볼링을 제외한 종목의 기본 플레이 보상은 30포인트이고, 볼링은 40포인트이며 게이지를 100 채우고 컬렉션을 선택하면 해당 컬렉션 내에 있는 아이템 중 하나가 무작위로 해금된다. 12개로 이루어진 컬렉션 내 아이템을 모두 얻으면 완료 보상도 같이 얻는다.
해금되는 아이템으로는 라켓이나 검 등의 종목 별 아이템, 얼굴 형태와 머리색, 의상, 게임 중 사용 가능한 이모티콘 등을 얻을 수 있고, 수인 형태의 캐릭터 형태 또한 컬렉션 완료 보상으로 얻을 수 있다.
컬렉션의 완료 보상은 모든 플레이어 공통이지만, 컬렉션 내용은 몇 개만 동일하고, 나머지는 플레이어마다 다르다.

## 반응

### 평가 및 리뷰
리뷰 애그리게이터 웹사이트 메타크리틱의 비평가 리뷰에 따르면 《닌텐도 스위치 스포츠》는 "혼합적인 평가"인 72점으로, 전작들인 《Wii 스포츠》(76점)와 《Wii 스포츠 리조트》(80점)에는 미치는 못하는 점수를 받았다.
게임 평론사인 게임 인포머는 전작에서는 볼 수 없던 온라인 멀티 플레이와 의상 등의 아이템 랜덤 보상과 같은 멀티 플레이의 간단한 진행 시스템에 긍정적인 평가를 내렸지만, 보상을 주지 않는 싱글 플레이와 게임 내적인 콘텐츠의 부족에 대해선 안타까움을 표했다.
게임스팟 역시 전작의 구성을 가져온 것과 모든 연령대가 플레이 할 수 있는 단순한 시스템에 대해서는 긍정적인 평가를 내리면서도, 전작에서 누락된 종목의 수와 싱글 플레이 옵션의 부족에 대해서 비판하였다. 긍정적인 평가를 내리면서 전작의 구성을 그대로 가져온 볼링의 경우에는 "bowling is great. Better than real-life bowling."라고 평하며 극찬하였다.
GamesRadar+에서는 전작을 플레이 했을 때의 향수와 온라인 플레이 등의 《닌텐도 스위치 스포츠》만의 신선함을 잘 혼합하였다고 긍정적으로 평가했으며, 새롭게 등장한 축구 종목에 대해 호평하였다. 추가로 로컬 플레이의 혼잡함과 싱글 플레이의 적은 옵션에 대해선 비판하였으며, 함께 플레이 할 친구가 있어야만 하는 진정한 소셜 게임이라는 평가를 남겼다.
IGN은 전작처럼 활동적이면서 재미를 빠르게 주어야 하는 모임에서 파티 게임으로 적절하다고 평가했지만, 참신함과 플레이 할 수 있는 종목의 수는 전작에 비해 부족하다고 평가했다. 또한 배드민턴의 유연성과 조이콘 HD 진동 사용이 실제 라켓을 드는 것처럼 느껴졌다며 극찬하였고 볼링 역시 공의 컨트롤 인식에 대해 호평하였다. 그러나 축구는 파티게임에 적합하지 않은 종목이라고 평가하며 가장 실망스러운 종목이라는 평가를 내렸다.
닌텐도 게임 전문 평론사인 닌텐도 라이프에서는 매력적이지만 뼈대 없는 제품이라는 평가를 내렸다. 어떤 면에서도 나쁜 게임은 아니지만 확실한 추천을 할 만한 요소가 많이 부족하다고 평가하면서 긍정적인 요소는 스포츠의 게임화, 볼링 종목을 뽑았고, 부정적인 요소로는 콘텐츠의 부족, 로컬 플레이 시 기능 제한, 온라인 위주의 시스템을 뽑았다.
그 외에도 게임 리뷰 블로그인 디스트럭토이드는 너무 온라인 중심적이라고 비판하면서도 《Wii 스포츠》 시리즈라는 기대를 버리면 재미있는 게임이라고 평가하였고, 게임 전문 웹사이트인 폴리곤에서는 모션 컨트롤이 전작인 《Wii 스포츠 리조트》에 비해 한 단계 아래로 내려간 느낌이라고 말하면서도, 《Wii 스포츠》의 즐거움을 느꼈다고 극찬하며 모든 세대가 함께하였으면 좋겠다는 코멘트를 남겼다.

### 매상
일본에서 발매 첫 주부터 19만 장 가량의 판매량을 기록하면서 주간 판매 순위 1위에 올랐으며, 한국 및 대만에서도 주간 판매 차트 1위를 차지하였다.

## 같이 보기
- 닌텐도 스위치
- Wii 스포츠
- Wii 스포츠 리조트